# Asanały Tołubajew
Asanały Tołubajew (ur. 1896 we wsi Czała-Kazaki w obwodzie semireczeńskim, zm. 1962) – radziecki i kirgiski polityk, przewodniczący Prezydium Rady Najwyższej Kirgiskiej SRR w latach 1938-1943.
1910-1926 robotnik rolny, 1926-1930 prowadził własne gospodarstwo, od 1928 członek WKP(b), 1930-1931 przewodniczący sielsowietu, od 1931 pracownik kołchozu, 1934-1938 przewodniczący kołchozu. Od lipca 1938 do 22 marca 1943 przewodniczący Prezydium Rady Najwyższej Kirgiskiej SRR. 1947-1953 ponownie przewodniczący sielsowietu, następnie na emeryturze.